# 발다이호
발다이호(러시아어: Валдайское озеро)는 노브고로드 주 발다이에 위치한 담수호이다. 노브고로드 주에서 큰 호수 중 하나이다.
풍경 보존을 위해 1990년에 지정된 발다이스키 국립 공원에 포함되었다.